# Maykop
Maykop (tiếng Nga: Майкоп, IPA: [mɐjˈkop]; tiếng Adygea: Мыекъуапэ [məjaqʷaːpa], Məyeqwape, nghĩa đen là "thung lũng cây táo") là thủ đô của Cộng hòa Adygea thuộc Nga, tọa lạc cạnh bờ tây của sông Belaya (một phụ lưu của sông Kuban). Nó giáp huyện Maykopsky về phía đông và nam; huyện Giaginsky về phía bắc, và huyện Belorechensky của Krasnodar Krai về phía tây. Dân số: 144,249 (Điều tra dân số 2010); 156,931 (Điều tra dân số 2002); 148,608 (Điều tra dân số năm 1989).

## Lịch sử
Nền văn hóa Maykop đầu thời đại đồ đồng được đặt tên theo thành phố, sau khi một khu chôn cất hoàng gia được phát hiện ở đó vào năm 1897.
Sau khi thành lập một căn cứ quân sự vào năm 1825, Quân đội Đế quốc Nga đã xây dựng một pháo đài tại Maykop vào năm 1857.
Năm 1910, mỏ dầu được phát hiện ở vùng lân cận Maykop.
Năm 1936, Maykop và vùng lân cận hợp nhất, tạo thành Tỉnh tự trị Adyghe và trở thành trung tâm hành chính của nó. Wehrmacht xâm chiếm Maykop vào ngày 9 tháng 8 năm 1942 mà không cần xung đột quân sự do kết quả của một hoạt động biệt kích của Brandenburger. Những nỗ lực của Đức nhằm tái khởi động hoạt động sản xuất dầu ở đây chỉ thành công ở mức tối thiểu. Vào tháng 1 năm 1943, Phương diện quân Zakavkaz của Hồng quân tái chiếm thành phố.
Kể từ năm 1991, Maykop là thủ đô của Cộng hòa Adygea thuộc Liên bang Nga.

## Kinh tế
Việc phát hiện ra trữ lượng dầu lớn dưới lòng đất đã biến Maykop trở thành trung tâm khai thác dầu quan trọng cho Liên Xô và sau đó là Nga. Các ngành kinh tế nổi bật khác là chế biến thực phẩm và gỗ.

## Thành phần dân tộc
Theo dữ liệu điều tra dân số năm 2002, Maykop bao gồm các dân tộc sau:
- Người Nga (72,59%)
- Người Adyghe (16,65%)
- Người Armenia (2,99%)
- Người Ukraina (2,52%)

Các nhóm dân tộc khác bao gồm người Chechen và người Dagestan.

## Khí hậu
Maykop nằm trong vùng khí hậu cận nhiệt đới ẩm (Cfa), theo phân loại khí hậu Köppen.
| Dữ liệu khí hậu của Maykop              | Dữ liệu khí hậu của Maykop | Dữ liệu khí hậu của Maykop | Dữ liệu khí hậu của Maykop | Dữ liệu khí hậu của Maykop | Dữ liệu khí hậu của Maykop | Dữ liệu khí hậu của Maykop | Dữ liệu khí hậu của Maykop | Dữ liệu khí hậu của Maykop | Dữ liệu khí hậu của Maykop | Dữ liệu khí hậu của Maykop | Dữ liệu khí hậu của Maykop | Dữ liệu khí hậu của Maykop | Dữ liệu khí hậu của Maykop |
| Tháng                                   | 1                          | 2                          | 3                          | 4                          | 5                          | 6                          | 7                          | 8                          | 9                          | 10                         | 11                         | 12                         | Năm                        |
| --------------------------------------- | -------------------------- | -------------------------- | -------------------------- | -------------------------- | -------------------------- | -------------------------- | -------------------------- | -------------------------- | -------------------------- | -------------------------- | -------------------------- | -------------------------- | -------------------------- |
| Trung bình ngày tối đa °C (°F)          | 3.9 (39.0)                 | 5.8 (42.4)                 | 11.0 (51.8)                | 18.2 (64.8)                | 22.6 (72.7)                | 26.2 (79.2)                | 28.9 (84.0)                | 28.5 (83.3)                | 24.3 (75.7)                | 17.6 (63.7)                | 12.3 (54.1)                | 6.9 (44.4)                 | 17.2 (62.9)                |
| Trung bình ngày °C (°F)                 | −0.5 (31.1)                | 1.3 (34.3)                 | 5.7 (42.3)                 | 12.6 (54.7)                | 16.8 (62.2)                | 20.3 (68.5)                | 22.8 (73.0)                | 22.3 (72.1)                | 18.1 (64.6)                | 12.0 (53.6)                | 7.6 (45.7)                 | 2.8 (37.0)                 | 11.8 (53.3)                |
| Tối thiểu trung bình ngày °C (°F)       | −4.9 (23.2)                | −3.3 (26.1)                | 0.4 (32.7)                 | 6.9 (44.4)                 | 11.0 (51.8)                | 14.4 (57.9)                | 16.7 (62.1)                | 16.0 (60.8)                | 11.9 (53.4)                | 6.3 (43.3)                 | 2.8 (37.0)                 | −1.3 (29.7)                | 6.4 (43.5)                 |
| Lượng Giáng thủy trung bình mm (inches) | 60 (2.4)                   | 41 (1.6)                   | 51 (2.0)                   | 58 (2.3)                   | 73 (2.9)                   | 89 (3.5)                   | 70 (2.8)                   | 58 (2.3)                   | 62 (2.4)                   | 66 (2.6)                   | 75 (3.0)                   | 69 (2.7)                   | 772 (30.4)                 |
| Số ngày giáng thủy trung bình           | 8                          | 7                          | 8                          | 8                          | 8                          | 9                          | 7                          | 6                          | 7                          | 7                          | 9                          | 10                         | 94                         |
| Nguồn: worldweather.org                 |                            |                            |                            |                            |                            |                            |                            |                            |                            |                            |                            |                            |                            |

## Người nổi tiếng
- Nikita Kucherov, vận động viên khúc côn cầu chuyên nghiệp